# Łukasz Pryga
Łukasz Pryga (* 10. Oktober 1985) ist ein ehemaliger polnischer Sprinter, der sich auf den 400-Meter-Lauf spezialisiert hat.

## Sportliche Laufbahn
Erste internationale Erfahrungen sammelte Łukasz Pryga im Jahr 2003, als er bei den Junioreneuropameisterschaften in Tampere mit 48,32 s in der ersten Runde über 400 Meter ausschied und mit der polnischen 4-mal-400-Meter-Staffel in 3:08,62 min die Silbermedaille gewann. Im Jahr darauf kam er bei den Juniorenweltmeisterschaften in Grosseto mit 47,93 s nicht über den Vorlauf über 400 Meter hinaus und belegte mit der Staffel in 3:07,20 min den sechsten Platz. 2005 verhalf er der Staffel bei den U23-Europameisterschaften in Erfurt zum Finaleinzug und trug damit zum Gewinn der Goldmedaille bei. 2007 gewann er mit der Staffel bei den Halleneuropameisterschaften in Birmingham in 3:08,14 min gemeinsam mit Piotr Kędzia, Marcin Marciniszyn und Piotr Klimczak die Bronzemedaille hinter den Teams aus dem Vereinigten Königreich und Russland und beendete im selben Jahr seine aktive sportliche Karriere im Alter von 22 Jahren.

## Persönliche Bestzeiten
- 400 Meter: 46,97 s, 25. Juni 2005 in Biała Podlaska
  - 400 Meter (Halle): 47,77 s, 20. Februar 2005 in Spała